# Янченко Андрій Васильович
Андрі́й Васи́льович Я́нченко (19 серпня 1981, Київ) — український військовослужбовець, капітан Збройних сил України, командир 25-го окремого мотопіхотного батальйону «Київська Русь». Брав безпосередню участь у бойових діях під час російської збройної агресії проти України, зокрема, у боях близ Дебальцевого.
Заступник голови Київської обласної державної адміністрації (з жовтня 2015 року).

## Навчання
1988—1995 — 176 спеціалізована школа з поглибленим вивченням іспанської мови.
1995—1998 — Київський військовий ліцей імені Івана Богуна.
1998—2002 — Одеський інститут сухопутних військ, за спеціальністю «Військові науки», здобув кваліфікацію бакалавра військових наук, офіцера військового управління тактичного рівня.
2004—2008 — Одеський університет ім. Мечникова, за спеціальністю «Психологія», отримав кваліфікацію «Психолог, викладач психології».

## Військова служба
1998 — командир відділення, присвоєне звання молодший сержант.
2002 — присвоєне звання лейтенанта.
2002—2005  — заступник командира роти з виховної роботи, військовий психолог, 25 окрема повітряно-десантна бригада, смт Гвардійське, Дніпропетровська область.
2005—2006 — заступник командира навчальної роти з гуманітарних питань, 169-й навчальний центр Сухопутних військ, смт Десна, Чернігівська область.
У липні 2006 року, під час реорганізації ЗСУ, звільнився в запас, бо був не готовий служити в кадрованій частині та, як він каже, «перебирати папірці».
Впродовж 2006—2007 років працював у ТОВ «Каскад-Центр», де пройшов шлях від касира торговельного залу до начальника автозаправної станції. З 2007 до 2010 працював у групі компаній «Дата Люкс». У 2011 році продовжив свою трудову діяльність на ДП «Шенкер». З травня 2012 до серпня 2013 року обіймав посаду заступника директора ТОВ «ТК Артекс». У серпні 2013 року заснував власне підприємство, яке спеціалізувалося на міжнародній логістиці.

## Майдан та АТО
Активний учасник «Революції гідності», прийшов на Майдан разом із дружиною Євгенією 1 грудня 2013 року. Став заступником сотника 1-ї сотні Самооборони Майдану. 18 лютого 2014, коли був штурм на вулиці Інститутській, узяв на себе командування. Потім очолив 42-гу сотню «Львівська Брама». Під час протистоянь дістав контузію та поранення. Його сотня обороняла верхню барикаду біля станції метро «Хрещатик», звідти Андрій отримав позивний «Висота».
В квітні 2014 року почав формування добровольчого батальйону територіальної оборони «Київська Русь» у складі ЗСУ. Батальйон складався переважно із добровольців з Майдану.
2014—2015 — командир 25-го окремого мотопіхотного батальйону «Київська Русь». Підвищений до звання капітана. Протягом року командування, підрозділом були проведені успішні операції у населених пунктах Нікішине, Рідкодуб, Центральний, Чорнухине, Комісарівка, Софіївка, Вергулівка.
15 вересня 2014 особисто брав участь у зустрічному бою зведеного підрозділу батальйону з незаконними збройними формуваннями поблизу населеного пункту Центральний, під час якого виявив і доповів командуванню про створення супротивником вогневої позиції, що дозволило вчасно знищити її й надало можливість підрозділу закріпитись на визначеній командуванням місцевості та встановити опорний пункт.
22 вересня 2014 зведений підрозділ батальйону під керівництвом капітана Янченка виконував бойове завдання з надання термінової допомоги суміжному підрозділу та ліквідації можливого прориву супротивником лінії оборони в населеному пункті Нікішине Луганської області. Офіцер особисто організував успішний наступ підпорядкованих підрозділів без втрат особового складу.
Брав активну участь в організації виходу бійців ЗСУ, МВС та НГУ з Дебальцевого у лютому 2015, був одним із тих офіцерів, які опрацьовували план відходу.
На даний момент демобілізований. Активно займається громадською діяльністю. Є членом координаційної ради асоціації учасників бойових дій, де захищає права демобілізованих військовослужбовців. Входить до складу комісії з розподілу бюджетних коштів, що виділяються на матеріальну допомогу учасникам АТО, пораненим, сім'ям загиблих, переселенцям та сім'ям, які опинились у складних життєвих обставинах, при Київській ОДА. З червня 2015 року — позаштатний радник голови КОДА з питань допомоги військовим АТО.
З 13 жовтня 2015 року — заступник голови Київської ОДА. Займається питаннями сім'ї, молоді та спорту; культури, релігії та національностей, охорони пам'яток історії та культури; соціального захисту неповнолітніх; оборонної та мобілізаційної роботи, взаємодії з правоохоронними органами та протидії корупції.
20 грудня 2019 року Андрій постраждав під час судового засідання в справі про вбивство українського журналіста Павла Шеремета. Янченко був серед активістів, що блокували силовиків у залі Апеляційного суду, де судді відмовлялись розглянути апеляцію підозрюваної у Юлії Кузьменко. Під час спроби зачистки зали Янченка було госпіталізовано з переламом шиї та нападом епілепсії.

## Сім'я
Дружина Євгенія, юрист за освітою, волонтер. Була одним з організаторів мобільних груп надання медичної допомоги на Майдані («Білі ангели»), начмедом 1-ї сотні, потім з медичними волонтерами поїхала на фронт з 25-м батальйоном. Навчається в медінституті на заочному відділенні факультету «Реабілітація».
У жовтні 2015 року у Андрія та Євгенії народився син.

## Нагороди та відзнаки
- 2014 — Відзнака МВС «Нагородна зброя».
- 2015 — Орден Богдана Хмельницького III ст.
- Нагрудний знак «Учасник АТО»
- 2015 — Медаль «За жертовність і любов до України» УПЦ КП.
- 2015 — Нагрудний знак «25  БАТАЛЬЙОН КИЇВСЬКА РУСЬ».
- 2015 — Відзнака «За внесок у розвиток Київщини» Київської обласної ради.
- 2015 — Почесна грамота Київської обласної державної адміністрації.
- 2015 — Медаль «Учасник бойових дій».